# أليكس يونغ (موسيقي)
أليكس يونغ (بالإسبانية: Alex Young)‏ هو موسيقي كولومبي، ولد في 25 أكتوبر 1983.